# بطانة (تجليد)

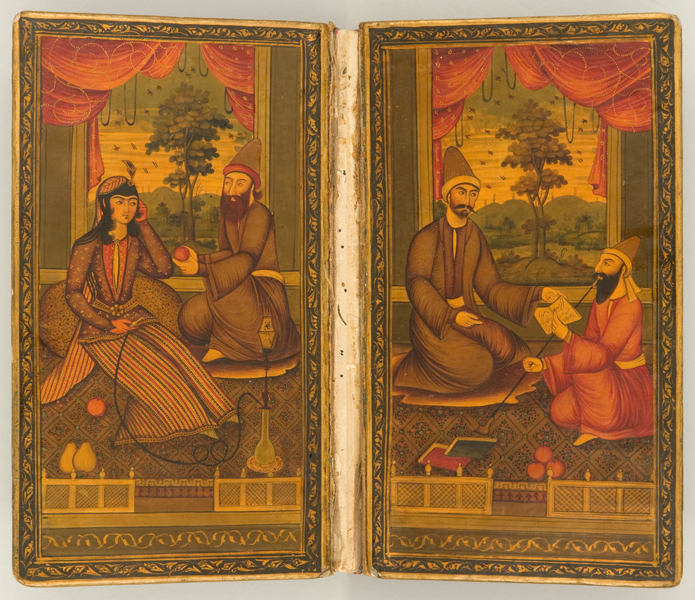
بطانة في ديوان حافظ عام 1842 إيران

البِطانة هي زخرفات زيتية لغلاف الكتاب. البطانة محمية من التآكل مقارنةً بالجزء الخارجي من الكتاب وبذلك تتيح مجالًا للزخرفة المتقنة في تجليد الكتب. أثرت البِطانات الإسلامية في القرن الخامس عشر بقوة على البطانا في أورُبَّة الغربية.